# Palau-saverdera
Palau-saverdera ist eine katalanische Gemeinde in der Provinz Girona im Nordosten Spaniens. Sie liegt in der Comarca Alt Empordà.

## Sehenswürdigkeiten
Die folgenden Sehenswürdigkeiten in Palau-saverdera  sind von kulturhistorischem und touristischem Interesse:
- Kastell aus dem 13.–15. Jahrhundert
- Dolmen "Mas Bofill"
- Dolmen "Devesa"
- Dolmen "Muntanya d'en Caselles"
- Einsiedelei Sant Onofre aus dem 16.–17. Jahrhundert
- Herrenhaus mit Turm aus dem 16.–17. Jahrhundert
- Wein- und Öl-Genossenschaft aus dem frühen 20. Jahrhundert
- Kirche Sant Joan aus dem 10.–12. Jahrhundert

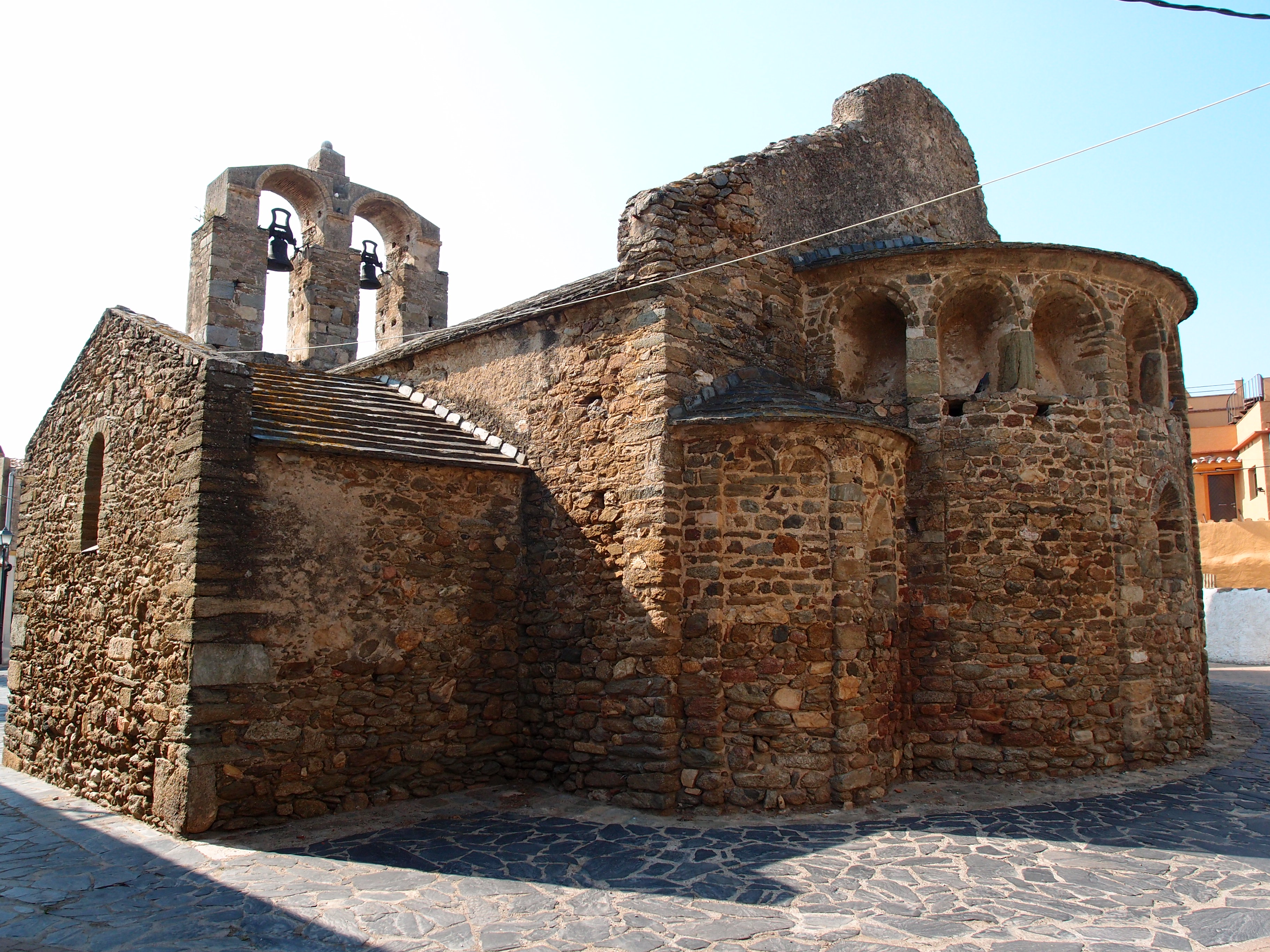
Kirche Sant Joan (Gesamtansicht)
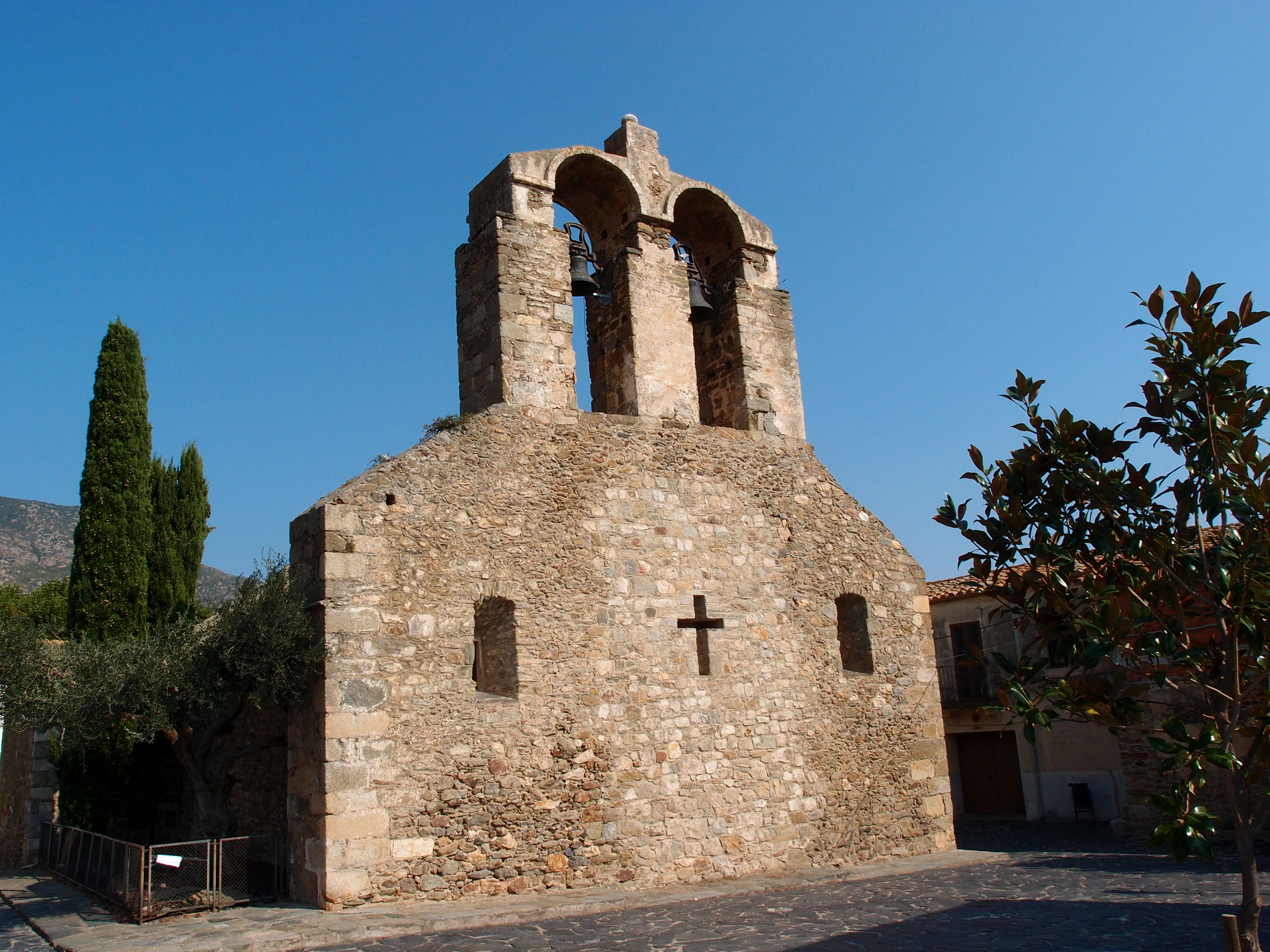
Kirche Sant Joan (Glockenturm)

## Söhne und Töchter der Stadt
- Dean Berta Viñales (2006–2021), Motorradrennfahrer und Weltmeisterschaftsteilnehmer